# Stokessche Stromfunktion
Die Stokes’sche Stromfunktion (Formelzeichen ψ,  Dimension L3 T−1) von George Gabriel Stokes ist in der Strömungsmechanik ein analytisches Hilfsmittel zur Lösung der  Euler-Gleichungen in drei dimensionalen,  axialsymmetrischen, stationären Strömungen inkompressibler, reibungsfreier Fluide. Die Stokes’sche Stromfunktion ist also die Anwendung des Konzepts der Stromfunktion auf axialsymmetrische Strömungen, die dann auch analoge Eigenschaften besitzen. Aus Ableitungen der Stokes’schen Stromfunktion ergibt sich das Geschwindigkeitsfeld, das divergenzfrei und die Strömung mithin volumenerhaltend und dichtebeständig ist. Die Höhenlinien der Stokes’schen Stromfunktion stellen wie im ebenen Fall Stromlinien dar, die hier wegen der Axialsymmetrie Stromröhren beranden. Wie im ebenen Fall ist der Volumenstrom zwischen zwei Stromlinien – im von ihnen berandeten Stromröhrenring – überall gleich.

## Definition
Betrachtet wird eine dichtebeständige und stationäre Strömung mit einem ortsabhängigen aber nicht zeitabhängigen, da stationären Geschwindigkeitsfeld {\displaystyle {\vec {v}}({\vec {x}})\,.} Der Ortsvektor {\displaystyle {\vec {x}}} kann bei axialsymmetrischer Strömung vorteilhaft mit  Zylinder- oder Kugelkoordinaten parametrisiert werden.

### Stokes’sche Stromfunktion in Zylinderkoordinaten

Parametrisierung des Raumes mit Zylinderkoordinaten

Das Zylinderkoordinatensystem {\displaystyle (R,\varphi ,z)} wie im Bild wird so ausgerichtet, dass die {\displaystyle z}-Richtung die Richtung ist, um die die Strömung axialsymmetrisch ist. Den Abstand eines Punktes von {\displaystyle z}-Achse gibt die Koordinate {\displaystyle R} an, die hier mit einem großen {\displaystyle R} bezeichnet wird, um eine Verwechslung mit der Dichte {\displaystyle \rho } zu vermeiden. Der Winkel {\displaystyle \varphi } zählt in Umfangsrichtung senkrecht zur {\displaystyle z}-Achse. Die Geschwindigkeit darf nicht von {\displaystyle \varphi } abhängen und auch keine Komponente in tangentialer {\displaystyle \varphi }-Richtung besitzen. Die Geschwindigkeiten in {\displaystyle R}- und {\displaystyle z}-Richtung ergeben sich dann durch folgende Ableitungen der Stromfunktion {\displaystyle \psi (R,z)}:
{\displaystyle {\vec {v}}=v_{R}{\hat {e}}_{R}+v_{z}{\hat {e}}_{z}=:\operatorname {rot} \left({\frac {\psi }{R}}{\hat {e}}_{\varphi }\right)={\frac {1}{R}}\operatorname {grad} (\psi )\times {\hat {e}}_{\varphi }={\frac {1}{R}}{\frac {\partial \psi }{\partial R}}{\hat {e}}_{z}-{\frac {1}{R}}{\frac {\partial \psi }{\partial z}}{\hat {e}}_{R}}
{\displaystyle \Rightarrow \quad v_{R}=-{\frac {1}{R}}{\frac {\partial \psi }{\partial z}}\quad {\text{und}}\quad v_{z}={\frac {1}{R}}{\frac {\partial \psi }{\partial R}}\,.}
Der Operator rot bildet die Rotation, grad den Gradient und {\displaystyle \times } das Kreuzprodukt.

### Stokes’sche Stromfunktion in Kugelkoordinaten
In Kugelkoordinaten {\displaystyle (r,\varphi ,\theta )} ist die Achse mit {\displaystyle \theta =0} die Richtung, um die die Strömung axialsymmetrisch ist. Den Abstand eines Punktes vom Ursprung gibt der Radius {\displaystyle r} an und der Winkel {\displaystyle \varphi } zählt – wie in Zylinderkoordinaten – in Umfangsrichtung senkrecht zur {\displaystyle \theta =0}-Achse. Wiederum darf die Geschwindigkeit nicht von {\displaystyle \varphi } abhängen und auch keine Komponente in tangentialer {\displaystyle \varphi }-Richtung besitzen. Die Geschwindigkeiten in {\displaystyle r}- und {\displaystyle \theta }-Richtung berechnen sich dann durch folgende Ableitungen der Stromfunktion {\displaystyle \psi (r,\theta )}:
{\displaystyle {\begin{aligned}{\vec {v}}&=v_{r}{\hat {e}}_{r}+v_{\theta }{\hat {e}}_{\theta }=\operatorname {rot} \left({\frac {\psi }{r\sin(\theta )}}{\hat {e}}_{\varphi }\right)={\frac {1}{r\sin(\theta )}}\operatorname {grad} (\psi )\times {\hat {e}}_{\varphi }\\&={\frac {1}{r^{2}\sin(\theta )}}{\frac {\partial \psi }{\partial \theta }}{\hat {e}}_{r}-{\frac {1}{r\sin(\theta )}}{\frac {\partial \psi }{\partial r}}{\hat {e}}_{\theta }\end{aligned}}}
{\displaystyle \Rightarrow \quad v_{r}={\frac {1}{r^{2}\sin(\theta )}}{\frac {\partial \psi }{\partial \theta }}\quad {\text{und}}\quad v_{\theta }=-{\frac {1}{r\sin(\theta )}}{\frac {\partial \psi }{\partial r}}}
Der Zusammenhang mit den Zylinderkoordinaten ist durch {\displaystyle R=r\sin(\theta )} und {\displaystyle z=r\cos(\theta )} bzw. {\displaystyle \tan(\theta )=R/z} und {\displaystyle r^{2}=R^{2}+z^{2}} gegeben.

## Eigenschaften von mit Stokes’schen Stromfunktionen beschriebenen Strömungen

### Stromlinien
Der Gradient der Stromfunktion in Zylinderkoordinaten ist wegen
{\displaystyle \operatorname {grad} (\psi )\cdot {\vec {v}}=\operatorname {grad} (\psi )\cdot {\frac {1}{R}}[\operatorname {grad} (\psi )\times {\hat {e}}_{\varphi }]=0}
senkrecht zur Geschwindigkeit und in Kugelkoordinaten gilt dasselbe:
{\displaystyle \operatorname {grad} (\psi )\cdot {\vec {v}}=\operatorname {grad} (\psi )\cdot {\frac {1}{r\sin(\theta )}}[\operatorname {grad} (\psi )\times {\hat {e}}_{\varphi }]=0}
Die Geschwindigkeit ist per definitionem überall tangential zur Stromlinie, auf der der Wert der Stromfunktion also konstant ist. In der hier vorausgesetzten Axialsymmetrie repräsentiert die Stromlinie eine Stromröhre.

### Dichtebeständigkeit
Wenn das Geschwindigkeitsfeld einer axialsymmetrischen Strömung durch eine Stoke’sche Stromfunktion gegeben ist, dann gilt in Zylinderkoordinaten
{\displaystyle \operatorname {div} {\vec {v}}=\operatorname {div\,rot} \left({\frac {\psi }{R}}{\hat {e}}_{\varphi }\right)=0}
wie in Kugelkoordinaten
{\displaystyle \operatorname {div} {\vec {v}}=\operatorname {div\,rot} \left({\frac {\psi }{r\sin(\theta )}}{\hat {e}}_{\varphi }\right)=0\,,}
weil die  Divergenz {\displaystyle \operatorname {div} } von Rotationsfeldern immer null ist. In einer divergenzfreien Strömung verschwindet auf Grund der  Massenbilanz überall die  substantielle Zeitableitung der Dichte, die daher zeitlich konstant ist.
Eine divergenzfreie Strömung enthält weder Quellen noch Senken, so dass unter den gegebenen Voraussetzungen Stromlinien im Inneren der Flüssigkeit weder beginnen noch enden können. Die Stromlinien sind also entweder torusförmig geschlossen, sind buchstäblich unendlich oder enden auf dem Rand des Strömungsgebiets.

### Rotation der Strömung
Die  Rotation des Geschwindigkeitsfeldes ist die Wirbelstärke, die in Zylinderkoordinaten wegen
{\displaystyle \operatorname {rot} {\vec {v}}=\omega {\hat {e}}_{\varphi }=\left({\frac {\partial v_{R}}{\partial z}}-{\frac {\partial v_{z}}{\partial R}}\right){\hat {e}}_{\varphi }=-\left[{\frac {1}{R}}{\frac {\partial ^{2}\psi }{\partial z^{2}}}+{\frac {\partial }{\partial R}}\left({\frac {1}{R}}{\frac {\partial \psi }{\partial R}}\right)\right]{\hat {e}}_{\varphi }\,,}

Parametrisierung des Raumes mit Kugelkoordinaten

nur eine Komponente ω in tangentialer Umfangsrichtung hat, weswegen die Wirbelstärke als Skalarfeld behandelt werden kann. In Kugelkoordinaten ist das auch so:
{\displaystyle \operatorname {rot} {\vec {v}}=\omega {\hat {e}}_{\varphi }=-{\frac {1}{r\sin(\theta )}}\left[{\frac {\partial ^{2}\psi }{\partial r^{2}}}+{\frac {\sin(\theta )}{r^{2}}}{\frac {\partial }{\partial \theta }}\left({\frac {1}{\sin(\theta )}}{\frac {\partial \psi }{\partial \theta }}\right)\right]{\hat {e}}_{\varphi }\,.}
Anders als in ebenen Strömungen steht hier auf der rechten Seite des Gleichheitszeichens nicht der Laplace-Operator.

### Volumenstrom zwischen Stromlinien

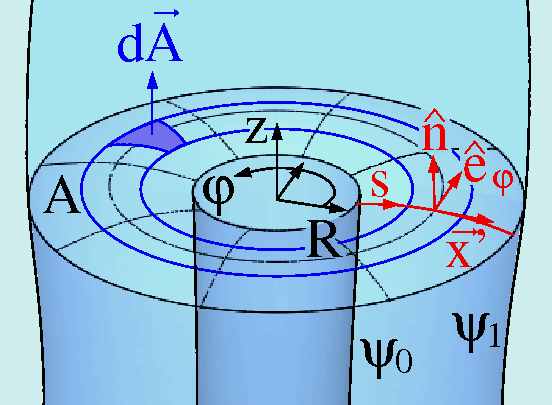
Der Volumenstrom, der zwischen zwei Stromlinien über die Fläche A tritt, ist vom Ort und der Form der Fläche unabhängig

Der Volumenstrom zwischen zwei Stromlinien ist überall gleich. Dies wird anhand zweier Stromlinien gezeigt, auf denen die Stromfunktion die Werte {\displaystyle \psi _{0}} bzw. {\displaystyle \psi _{1}} annimmt, siehe Bild. Um den Volumenstrom zu berechnen, der zwischen diesen beiden Stromlinien hindurchtritt, wird eine Linie {\displaystyle {\vec {x}}(s)} mit der Bogenlänge {\displaystyle s\in [0,l]\,,\;\psi ({\vec {x}}(0))=\psi _{0}} und {\displaystyle \psi ({\vec {x}}(l))=\psi _{1}} definiert, die also auf der einen Stromlinie beginnt und auf der anderen Stromlinie endet. Die Parametrisierung mit der Bogenlänge bewirkt, dass {\displaystyle l} die Länge der Linie ist und der Tangenteneinheitsvektor gleich der Ableitung {\displaystyle {\vec {x}}'(s)} des Ortsvektors ist. Auf Grund der Axialsymmetrie definiert diese Linie eine Fläche {\displaystyle A}, auf der der übertretende Volumenstrom zu bestimmen ist. Der Volumenstrom {\displaystyle {\dot {v}}_{01}}, der über diese Fläche tritt, berechnet sich mit einem Kurvenintegral und der Normale an die Kurve {\displaystyle {\hat {n}}={\vec {x}}'\times {\hat {e}}_{\varphi }} zu
{\displaystyle {\begin{array}{rcl}{\dot {v}}_{01}&=&\int _{A}{\vec {v}}\cdot \mathrm {d} {\vec {A}}=\int _{0}^{l}{\vec {v}}\cdot \,2\pi R{\hat {n}}\mathrm {d} s=2\pi \int _{0}^{l}\left({\frac {1}{R}}\operatorname {grad} (\psi )\times {\hat {e}}_{\varphi }\right)\cdot \,R{\hat {n}}\mathrm {d} s\\&=&2\pi \int _{0}^{l}\operatorname {grad} (\psi )\cdot (\underbrace {{\hat {e}}_{\varphi }\times {\hat {n}}} _{={\vec {x}}'(s)})\,\mathrm {d} s=2\pi \int _{0}^{l}\operatorname {grad} (\psi )\cdot \underbrace {{\vec {x}}'\mathrm {d} s} _{=\mathrm {d} {\vec {x}}}\\&=&2\pi \int _{{\vec {x}}(0)}^{{\vec {x}}(l)}\operatorname {grad} (\psi )\cdot \mathrm {d} {\vec {x}}=2\pi \int _{\psi _{0}}^{\psi _{1}}\mathrm {d} \psi =2\pi (\psi _{1}-\psi _{0})\,.\end{array}}}
Indem {\displaystyle R=r\sin(\theta )} ersetzt wird, ergibt sich dasselbe Ergebnis in Kugelkoordinaten. Daher gilt hier dasselbe wie bei der Stromfunktion in der Ebene: Unabhängig vom speziellen Kurvenverlauf ist der Volumenstrom zwischen zwei Stromlinien überall gleich. Wenn die Linie auf derselben Stromlinie startet und endet, dann verschwindet der über sie hinweglaufende Volumenstrom. Wenn die gewählte Linie ein Stück einer Stromlinie ist, dann zeigt sich, dass an keiner Stelle einer Stromlinie Fluid über sie hinwegströmt. Eine Stromlinie wirkt auch hier wie eine undurchdringliche Wand.

## Bestimmungsgleichungen für die Stromfunktion
Nicht jede Stromfunktion repräsentiert eine physikalisch realistische Strömung. Damit die Stromfunktion im Einklang mit den physikalischen Gesetzen ist, muss sie den eulerschen Gleichungen gehorchen, aus denen sich – wie sich zeigt – die Stromfunktion unabhängig vom Druck berechnen lässt. In einem konservativen Schwerefeld gestaltet sich die Suche nach der Stromfunktion besonders einfach. Anders als im ebenen Fall ergeben sich Differentialgleichungen mit variablen Koeffizienten, was die Lösung erschwert.

### Eulersche Gleichungen
Die Euler-Gleichungen liefern nach Bildung der Rotation
{\displaystyle \operatorname {rot} \left(\operatorname {grad} ({\vec {v}})\cdot {\vec {v}}+{\frac {1}{\rho }}\operatorname {grad} (p)\right)=\operatorname {rot} (\operatorname {rot} ({\vec {v}})\times {\vec {v}})=\operatorname {rot} ({\vec {k}})}
Bestimmungsgleichungen für die Stromfunktion aus der Tabelle:
| Koordinatensystem   | Bestimmungsgleichung |
| ------------------- | --- |
| Zylinderkoordinaten | {\displaystyle {\frac {1}{R}}{\frac {\partial \psi }{\partial R}}{\frac {\partial \omega }{\partial z}}-{\frac {\partial \psi }{\partial z}}{\frac {\partial }{\partial R}}\left({\frac {\omega }{R}}\right)={\frac {\partial k_{R}}{\partial z}}-{\frac {\partial k_{z}}{\partial R}}}                                                                  |
| Kugelkoordinaten    | {\displaystyle {\frac {\partial \psi }{\partial \theta }}{\frac {\partial }{\partial r}}\left({\frac {\omega }{r\sin(\theta )}}\right)-{\frac {\partial \psi }{\partial r}}{\frac {\partial }{\partial \theta }}\left({\frac {\omega }{r\sin(\theta )}}\right)={\frac {\partial }{\partial r}}(rk_{\theta })-{\frac {\partial k_{r}}{\partial \theta }}} |

Darin ist ω die φ-Komponente der Wirbelstärke, siehe oben, und auf der rechten Seite steht die φ-Komponente der Rotation der Schwerkraft. Diese Gleichungen muss die Stromfunktion erfüllen, damit sie eine physikalisch realistische Strömung beschreibt.
| Beweis |
| Ausnutzung der Grassmann-Entwicklung {\displaystyle \operatorname {grad} ({\vec {v}})\cdot {\vec {v}}={\frac {1}{2}}\operatorname {grad} ({\vec {v}}\cdot {\vec {v}})-{\vec {v}}\times \operatorname {rot} ({\vec {v}})} zeigt bei der Bildung der Rotation in den Euler-Gleichungen: {\displaystyle {\begin{aligned}\operatorname {rot} {\vec {k}}=&\operatorname {rot} \left(\operatorname {grad} ({\vec {v}})\cdot {\vec {v}}+{\frac {1}{\rho }}\operatorname {grad} (p)\right)=\operatorname {rot} \left({\frac {1}{2}}\operatorname {grad} ({\vec {v}}\cdot {\vec {v}})-{\vec {v}}\times \operatorname {rot} ({\vec {v}})\right)\\=&\operatorname {rot(rot} ({\vec {v}})\times {\vec {v}})\,,\end{aligned}}} denn Gradientenfelder sind immer rotationsfrei. Mit der Wirbelstärke {\displaystyle \omega {\hat {e}}_{\varphi }:=\operatorname {rot} {\vec {v}}} und der Stromfunktion ergibt sich in Zylinderkoordinaten {\displaystyle \operatorname {rot} \left(\omega {\hat {e}}_{\varphi }\times {\frac {1}{R}}[\operatorname {grad} (\psi )\times {\hat {e}}_{\varphi }]\right)=\operatorname {rot} \left({\frac {\omega }{R}}\operatorname {grad} (\psi )\right)=\operatorname {rot} {\vec {k}}} und in Kugelkoordinaten {\displaystyle \operatorname {rot} \left(\omega {\hat {e}}_{\varphi }\times {\frac {1}{r\sin \theta }}[\operatorname {grad} (\psi )\times {\hat {e}}_{\varphi }]\right)=\operatorname {rot} \left({\frac {\omega }{r\sin \theta }}\operatorname {grad} (\psi )\right)=\operatorname {rot} {\vec {k}}\,,} weil der Gradient der Stromfunktion keine Komponente in Umfangsrichtung besitzt. Aus der Produktregel :{\displaystyle \operatorname {rot} (f{\vec {g}})=\operatorname {grad} (f)\times {\vec {g}}+f\operatorname {rot} ({\vec {g}})} und der Tatsache, dass Gradientenfelder immer rotationsfrei sind, folgt in Zylinderkoordinaten {\displaystyle {\begin{aligned}\operatorname {rot} \left({\frac {\omega }{R}}\operatorname {grad} (\psi )\right)=&\operatorname {grad} \left({\frac {\omega }{R}}\right)\times \operatorname {grad} (\psi )\\=&\left[{\frac {1}{R}}{\frac {\partial \psi }{\partial R}}{\frac {\partial \omega }{\partial z}}-{\frac {\partial \psi }{\partial z}}{\frac {\partial }{\partial R}}\left({\frac {\omega }{R}}\right)\right]{\hat {e}}_{\varphi }=\operatorname {rot} {\vec {k}}\end{aligned}}} und in Kugelkoordinaten {\displaystyle {\begin{aligned}\operatorname {rot} \left({\frac {\omega }{r\sin \theta }}\operatorname {grad} (\psi )\right)=&\operatorname {grad} \left({\frac {\omega }{r\sin \theta }}\right)\times \operatorname {grad} (\psi )\\=&{\frac {1}{r}}\left[{\frac {\partial \psi }{\partial \theta }}{\frac {\partial }{\partial r}}\left({\frac {\omega }{r\sin(\theta )}}\right)-{\frac {\partial \psi }{\partial r}}{\frac {\partial }{\partial \theta }}\left({\frac {\omega }{r\sin(\theta )}}\right)\right]{\hat {e}}_{\varphi }=\operatorname {rot} {\vec {k}}\,.\end{aligned}}} Mit {\displaystyle \operatorname {rot} ({\vec {k}})\cdot {\hat {e}}_{\varphi }={\frac {\partial k_{R}}{\partial z}}-{\frac {\partial k_{z}}{\partial R}}} in Zylinderkoordinaten und {\displaystyle \operatorname {rot} ({\vec {k}})\cdot {\hat {e}}_{\varphi }={\frac {1}{r}}\left[{\frac {\partial }{\partial r}}(rk_{\theta })-{\frac {\partial k_{r}}{\partial \theta }}\right]} in Kugelkoordinaten berechnen sich die Formeln aus der Tabelle. |

### Konservatives Beschleunigungsfeld
In einem konservativen Beschleunigungsfeld – wie es die Schwerkraft eines ist – verschwinden die rechten Seiten der Bestimmungsgleichungen wegen der Rotationsfreiheit solcher Felder. Dann kann – wie im ebenen Fall – argumentiert werden: die im obigen Beweis als Zwischenergebnis angefallene Bestimmungsgleichung
{\displaystyle \operatorname {grad} \left({\frac {\omega }{R}}\right)\times \operatorname {grad} (\psi )=\operatorname {rot} {\vec {k}}={\vec {0}}}
wird mit
{\displaystyle {\frac {\omega }{R}}=f(\psi )}
und einer beliebigen Funktion {\displaystyle f} immer erfüllt:
{\displaystyle \operatorname {grad} \left({\frac {\omega }{R}}\right)\times \operatorname {grad} (\psi )=\operatorname {grad} (f(\psi ))\times \operatorname {grad} (\psi )={\frac {\mathrm {d} f}{\mathrm {d} \psi }}\operatorname {grad} (\psi )\times \operatorname {grad} (\psi )={\vec {0}}\,.}
In Kugelkoordinaten gilt Analoges für {\displaystyle f(\psi )={\frac {\omega }{r\sin(\theta )}}} mit dem Endergebnis:
| Zylinderkoordinaten | {\displaystyle {\begin{aligned}f(\psi )=&-{\frac {1}{R^{2}}}{\frac {\partial ^{2}\psi }{\partial z^{2}}}-{\frac {1}{R}}{\frac {\partial }{\partial R}}\left({\frac {1}{R}}{\frac {\partial \psi }{\partial R}}\right)\\=&-{\frac {1}{R^{2}}}{\frac {\partial ^{2}\psi }{\partial z^{2}}}+{\frac {1}{R^{3}}}{\frac {\partial \psi }{\partial R}}-{\frac {1}{R^{2}}}{\frac {\partial ^{2}\psi }{\partial R^{2}}}\end{aligned}}} |
| Kugelkoordinaten    | {\displaystyle {\begin{aligned}f(\psi )=&-{\frac {1}{r^{2}\sin ^{2}(\theta )}}{\frac {\partial ^{2}\psi }{\partial r^{2}}}-{\frac {1}{r^{4}\sin(\theta )}}{\frac {\partial }{\partial \theta }}\left({\frac {1}{\sin(\theta )}}{\frac {\partial \psi }{\partial \theta }}\right)\\=&-{\frac {1}{r^{2}\sin ^{2}(\theta )}}{\frac {\partial ^{2}\psi }{\partial r^{2}}}+{\frac {\cos(\theta )}{r^{4}\sin ^{3}(\theta )}}{\frac {\partial \psi }{\partial \theta }}-{\frac {1}{r^{4}\sin ^{2}(\theta )}}{\frac {\partial ^{2}\psi }{\partial \theta ^{2}}}\end{aligned}}} |

Insbesondere ist {\displaystyle f=0} erlaubt, was in Potentialströmungen der Fall ist.

### Randbedingungen
Ein Strömungsfeld kann nur bei festen Wänden stationär sein. Die Randbedingungen werden entlang von Meridiankurven vorgegeben, die mit {\displaystyle {\vec {x}}(s)} und der Bogenlänge s definiert werden. Dann lautet der Tangenteneinheitsvektor {\displaystyle {\hat {e}}_{t}={\vec {x}}'(s)} und die Normale der Kurve in radialer Richtung {\displaystyle {\hat {n}}={\hat {e}}_{\varphi }\times {\hat {e}}_{t}}. Fließt nirgends Fluid über die Linie, dann ist sie ein Teil einer Stromlinie und die Linie stellt gleichzeitig eine Wand dar.
Die Dirichlet-Randbedingungen geben den Wert der Stromfunktion entlang einer solchen Linie vor und in Zylinderkoordinaten folgt:
{\displaystyle \operatorname {grad} (\psi )\cdot {\hat {e}}_{t}=\operatorname {grad} (\psi )\cdot ({\hat {n}}\times {\hat {e}}_{\varphi })=-{\hat {n}}\cdot (\operatorname {grad} (\psi )\times {\hat {e}}_{\varphi })=-R{\hat {n}}\cdot {\vec {v}}=-Rv_{\text{norm}}\,,}
weswegen mit Dirichlet-Randbedingungen die radiale Geschwindigkeit senkrecht zu Linien festgelegt wird. Ist der Wert der Stromfunktion auf der Linie konstant, dann ist die Linie ein Teil einer Stromlinie und die Normalkomponente der Geschwindigkeit verschwindet entlang der Linie.
Die Neumann-Randbedingungen geben die Ableitungen der Stromfunktion senkrecht zu Linien vor:
{\displaystyle \operatorname {grad} (\psi )\cdot {\hat {n}}=\operatorname {grad} (\psi )\cdot ({\hat {e}}_{\varphi }\times {\hat {e}}_{t})={\hat {e}}_{t}\cdot (\operatorname {grad} (\psi )\times {\hat {e}}_{\varphi })=R{\hat {e}}_{t}\cdot {\vec {v}}=Rv_{\text{tang}}\,.}
Durch die Neumann-Randbedingungen wird also die Geschwindigkeitskomponente tangential zur Linie vorgegeben. In Kugelkoordinaten ergibt sich Gleiches mit {\displaystyle R=r\sin(\theta )\,.}

## Beispiel

Staupunktströmung um ein axialsymmetrisches Hindernis (grau) mit Stromlinien (weiß) und Druckfeld (rot hoch, blau niedrig)

In Zylinderkoordinaten gilt in einer ebenen Strömung {\displaystyle 0=v_{z}={\frac {\partial \psi }{\partial R}}} und die Geschwindigkeit hat nur eine radiale Komponente. Mit der obigen Bestimmungsgleichung ergibt sich mit {\displaystyle f=0} dann:
{\displaystyle -{\frac {1}{R^{2}}}{\frac {\partial ^{2}\psi }{\partial z^{2}}}=0\,.}
Also verschwindet die zweite Ableitung der Stokes’schen Stromfunktion nach der z-Koordinate und die erste Ableitung ist mithin eine Konstante {\displaystyle -Q}. Dann lautet die Radialgeschwindigkeit
{\displaystyle v_{R}=-{\frac {1}{R}}{\frac {\partial \psi }{\partial z}}={\frac {Q}{R}}\,,}
was die Geschwindigkeitsverteilung der ebenen Quelle/Senke ist.
Eine in Kugelkoordinaten nur vom Radius abhängige Strömung ist die drei-dimensionale Quelle/Senke. Mit {\displaystyle 0=v_{\theta }={\frac {\partial \psi }{\partial r}}} und {\displaystyle f=0} ergibt sich aus der obigen Bestimmungsgleichung
{\displaystyle {\frac {\cos(\theta )}{\sin(\theta )}}{\frac {\partial \psi }{\partial \theta }}-{\frac {\partial ^{2}\psi }{\partial \theta ^{2}}}=0\quad \rightarrow \quad {\frac {\partial \psi }{\partial \theta }}=Q\sin(\theta )\quad \rightarrow \quad \psi =-Q\cos(\theta )}
woraus das Geschwindigkeitsfeld einer drei dimensionalen Quelle/Senke folgt:
{\displaystyle v_{r}={\frac {1}{r^{2}\sin(\theta )}}{\frac {\partial \psi }{\partial \theta }}={\frac {Q\sin(\theta )}{r^{2}\sin(\theta )}}={\frac {Q}{r^{2}}}\,.}
Hier nimmt die Geschwindigkeit also mit dem Quadrat des Abstands zur Quelle ab.
Bei einer Parallelströmung in z-Richtung mit Geschwindigkeit {\displaystyle u_{0}} lautet die Stromfunktion {\displaystyle \psi ={\frac {u_{0}}{2}}r^{2}\sin ^{2}(\theta )} und die Überlagerung mit einer Quellströmung gemäß
{\displaystyle \psi ={\frac {u_{0}}{2}}r^{2}\sin ^{2}(\theta )-Q\cos(\theta )}
stellt eine Staupunktströmung um ein stabförmiges Hindernis dar, siehe Bild. Die additive Überlagerung ist statthaft, weil es sich um (rotationsfreie) Potentialströmungen (mit ω=0) handelt. Diese axialsymmetrische Strömung weicht deutlich von der bei Staupunktströmung einleitend gezeigten ab, wo ein brett-/flügelförmiges Hindernis umflossen wird.